# ルチー
ルチー(Luchi)は、ベンガル州、アッサム州、オリッサ州等で見られる揚げたフラットブレッドである。細かいマイダ粉を水、ギーと混ぜて生地を作り、小さく丸めて麺棒で丸く伸ばし、調理用油またはギーで揚げる。通常、直径は4-5インチ程度であり、カレーまたはグレービーと一緒に提供される。マイダ粉の代わりにアタ粉を用いた場合には、プーリーと呼ばれる。中に詰め物をしたルチーは、カチョリと呼ばれる。潰した豆を詰めたカチョリは、特に有名である。